# Peter Elfelt

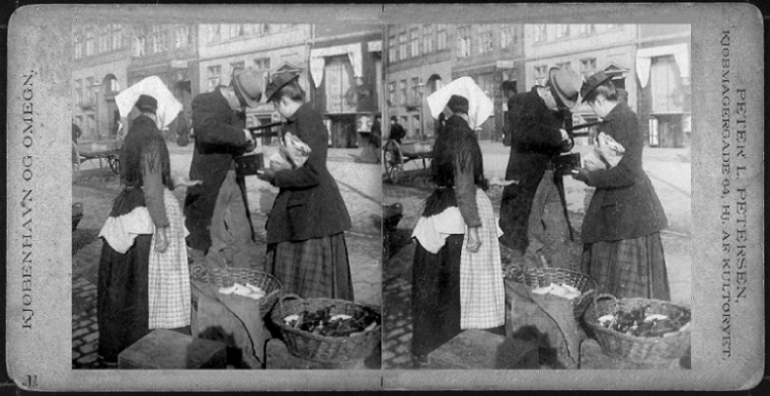
Peter Elfelt se svou ženou, Emilie Anny Casparine Andersenovou, pravděpodobně na Gammel Strnad, Kodaň, 1892. V rukách drží stereoskopickou kameru Kodak, stereofotografie

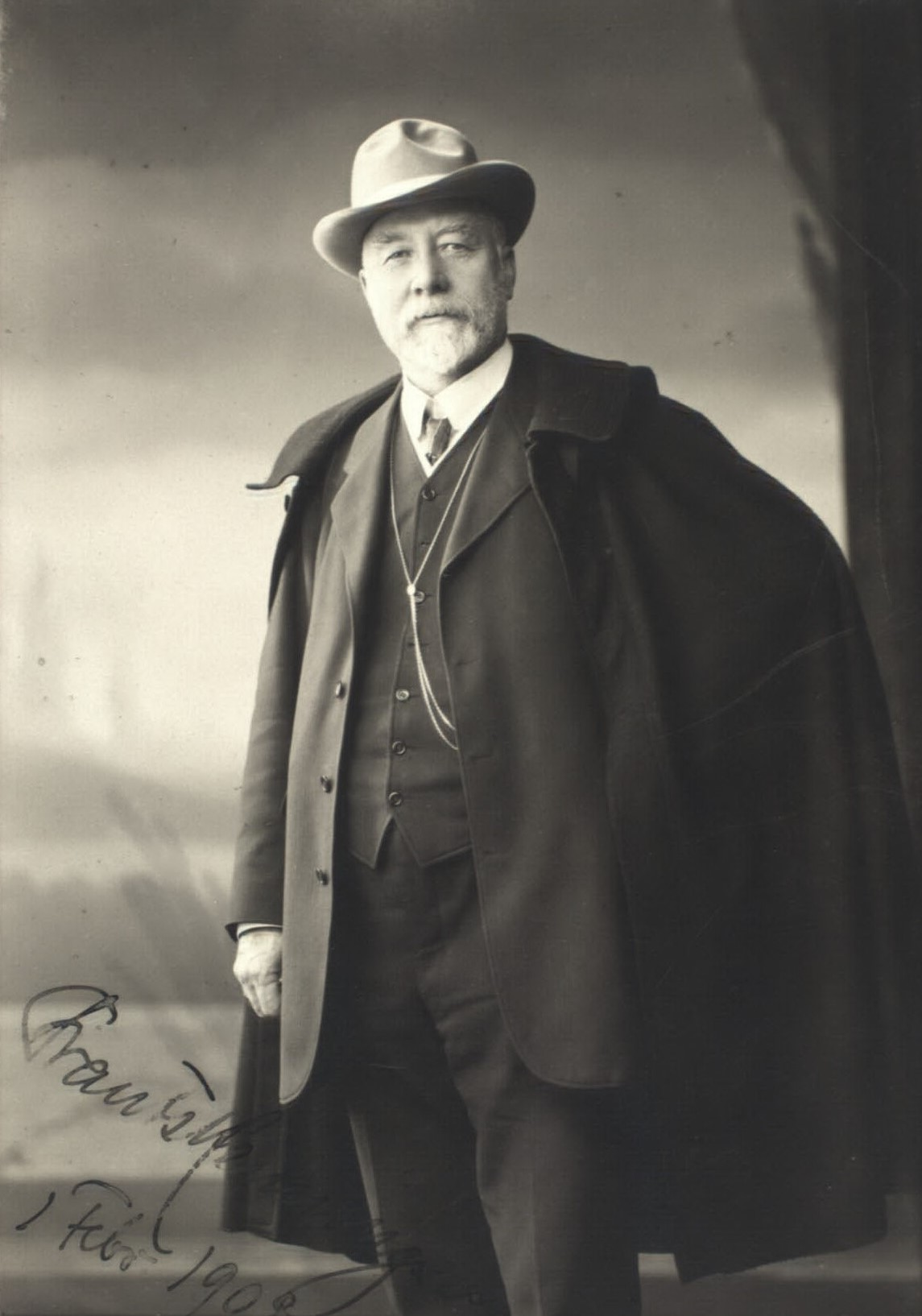
Frants Henningsen, 1908

Peter Elfelt (1. ledna 1866 Kodaň – 18. února 1931 Kodaň) byl dánský portrétní fotograf a filmový režisér. Byl známý jako první filmový průkopník v Dánsku, začal dělat dokumentární filmy v roce 1897.

## Život
Peter Elfelt se narodil jako Peter Lars Petersen 1. ledna 1866 v Dánsku. Své jméno změnil na Elfelt, když začal točit filmy.
Umění fotografie se začal učit v Hillerødu v roce 1893 u fotografa Carla Rathsacka. Studoval také u konstruktéra fotoaparátů Jens Poula Andersena. V roce 1893 si Elfelt otevřel vlastní ateliér v Kodani se svými dvěma bratry jako asistenty. Studovala u něho fotografka Johanne Hesbeck, která pracovala v jeho podniku v letech 1905 - 1914. Elfeltovy fotografické dovednosti byly ceněny, jeho podnikání vzkvétalo a v roce 1901 byl jmenován královským fotografem (Royal Court Fotograf). Jeho žákem byl Poul Johansen, který po něm převzal funkci dvorního fotografa.

## Filmař
Během své cesty do Paříže v roce 1896, získal soubor podrobných plánů Cinematographu od francouzského vynálezce Julese Carpentiera. Filmovou kameru mu postavil Jens Poul Andersen. Na začátku roku 1897 natočil první dánský film - jednominutovou sekvenci s názvem Kørsel med grønlandske Hunde (Cestování s grónskými psy) . Během následujících 15. letech, natočil krátké filmy o přírodě a novinky o dánské královské rodině. Natočil téměř 200 krátkých filmů.

## Komerční záležitosti
Elfelt byl průkopníkem ve výrobě a promítání diapozitivů. Byl prvním komerčním fotografem/filmařem - v roce 1904 nasnímal reklamu Bock beer pro pivovar Svendborg Bryggeri. V roce 1901 si otevřel biograf København Kinoptikon.

## Fotograf
Ačkoli byl Elfelt prvním filmařským průkopníkem v Dánsku, je to vedlejší ve srovnání jeho kvalitní práce fotografa. S nadšením se účastnil organizační práce a byl významným předsedou Dánské fotografické společnosti (Dansk Fotografisk Forening) od roku 1906 až do roku 1918, která se vyvinula pod jeho vedením v silnou organizaci. Byl také zvolen rytířem Řádu Dannebrogu (1909), členem správní rady Cechu řemeslníků 1918–1923 a ředitelem A/S Kinografen od roku 1906.

## Pozadí
Od počátku 20. století začali dánští fotografové projevovat zájem o sportoviště a koupaliště, kde mohli fotografovat ženy v lehkém oblečení. Helgoland, oblíbené koupaliště na předměstí Kodaně, lákalo řadu fotografů včetně Petera Elfelta, Holgera Damgaarda, Mary Willumsenové, Julia Aagaarda nebo Sophuse Junckera-Jensena.
Elfelt zemřel 18. února 1931 a je pohřben na hřbitově Assistens Kirkegård.

## Filmografie
- Kørsel med grønlandske Hunde (1897)
- De Kongelige skal fotograferes (1899)
- Kejserinde Dagmars Ankomst til Helsingør (1900)
- Czar Nikolai II's Ankomst til Helsingør (1901)
- Dronning Alexandras Ankomst til Toldboden (1902)
- Kejserinde Dagmars Ankomst til Bellevue (1902)
- Kong Christian IX modtager Storhertug Friedrich-Franz af Mecklenburg Schwerin (1903)
- Sylfiden (1903)
- Tarantellen af Napoli (1903)
- Kongejagt paa Hveen (1903)
- Prinsesse Marie til Hest (1903)
- De Kongelige paa Cykler i Fredensborg Slotsgaard (1903)
- Henrettelsen (1903)
- Kejser Wilhelms Ankomst til København (1903)
- Ribe Domkirkes indvielse (1904)
- Daniel Dalsgaards Kaffeforretning (1904)
- Zigeunerdans af Troubaduren (1906)
- Skiløb. Holmenkollen (1906)
- Kong Haakons Besøg paa "Herluf Trolle" (1906)
- Orfeus og Eurydike (1906)
- Livjægerne paa Amager (1906)
- Kong Frederik VIII's Proklamation (1906)
- Islands Altings Besøg i København (1906)
- Kong Frederik VIII's Ankomst til Berlin (1907)

## Galerie

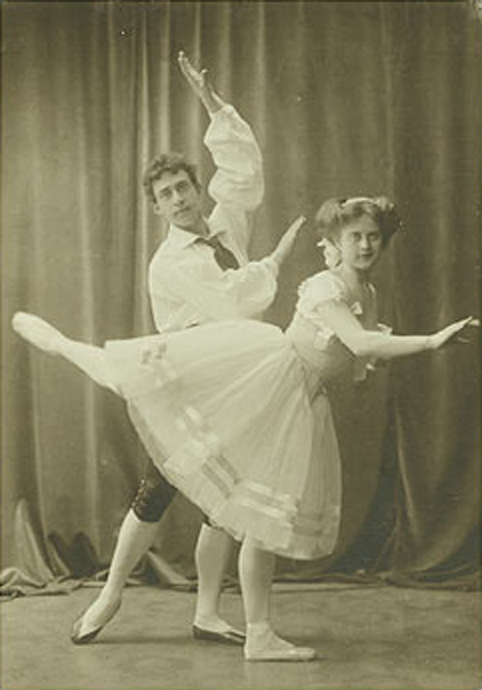
Richard Jensen a Grethe Ditlevsen, 1909
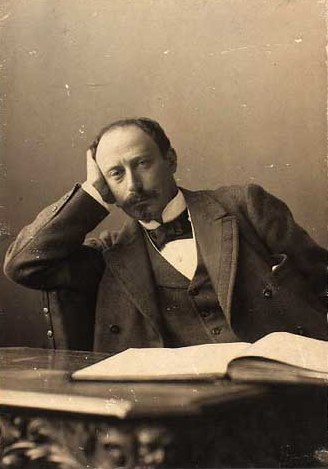
Edvard Brandes, asi 1900
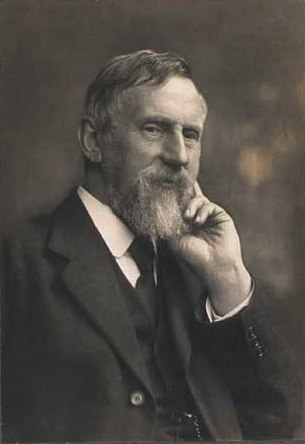
Edvard Lehmann
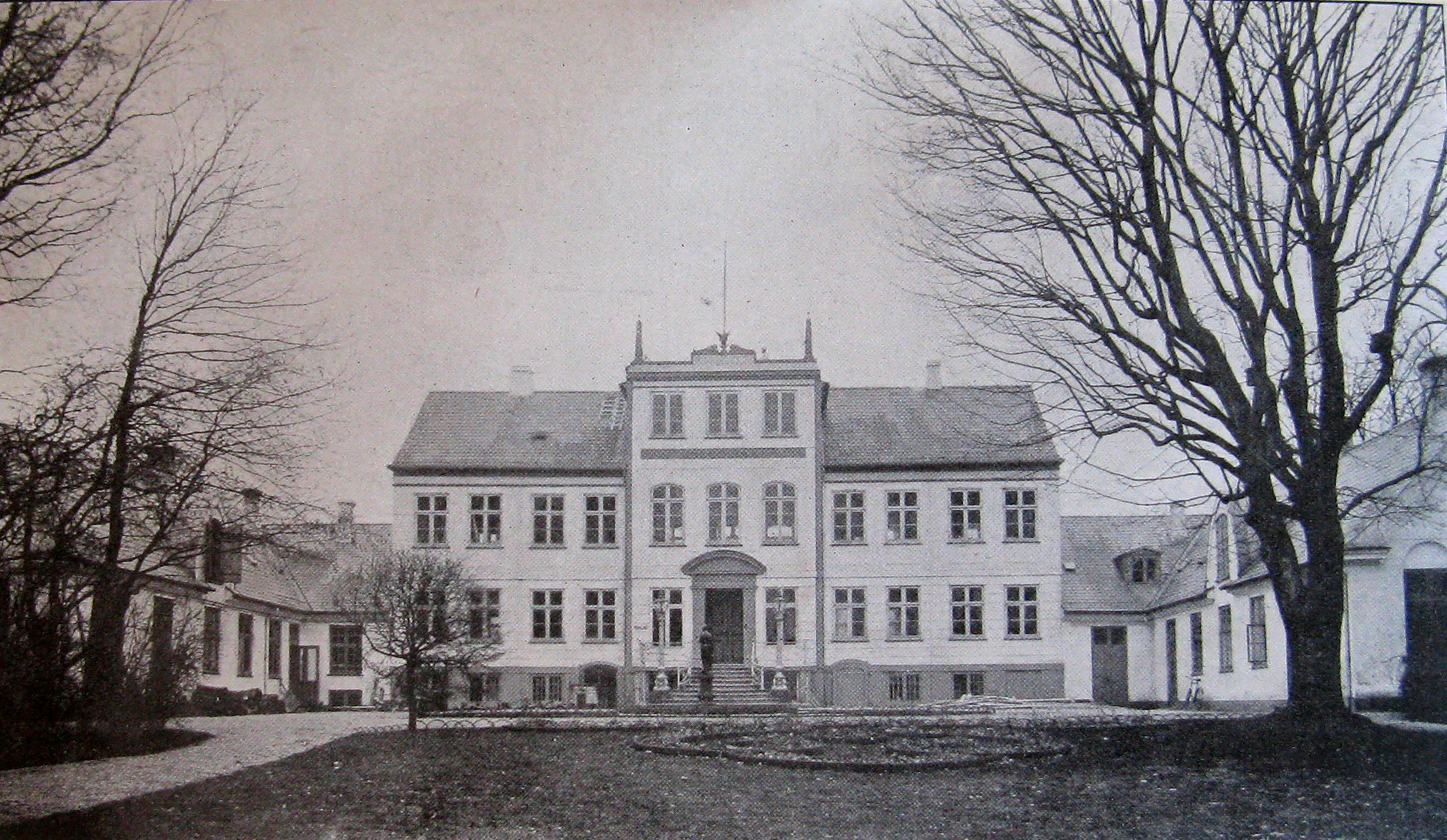
Shæfergaard 1909
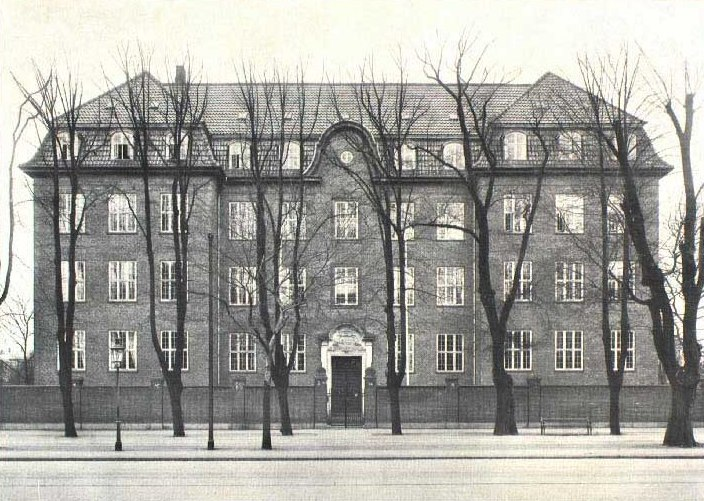
Institut Sankt Joseph